# Анна Кареніна (фільм, 1914)
«Анна Кареніна» — російський художній німий фільм 1914 року за сюжетом однойменного роману Льва Толстого.

## Опис
Роль головної героїні виконала Марія Германова. Для акторки Художнього театру це був дебют у кінематографі. Також у цьому фільмі дебютувала Віра Холодна, майбутня зірка німого кіно. Вона зіграла няню. На екрані з'являється в одному епізоді і відсутня в титрах.
Прем'єра фільму режисера Володимира Гардіна відбулася 7 жовтня 1914 року. Картина зберіглася частково.

## В ролях
| Актор                 | Роль          |
| --------------------- | ------------- |
| Марія Германова       | Анна Кареніна |
| Володимир Шатерніков  | Каренін       |
| Михайло Тамаров       | Вронський     |
| Володимир Оболенський | Левін         |
| Зоя Баранцевич        | Кіті          |
| Володимир Кванін      | Стіва         |
| Морева                | Доллі         |
| Віра Холодна          | няня-італійка |